# Liste der Studentenverbindungen in Esslingen
Die Liste der Studentenverbindungen in Esslingen am Neckar verzeichnet alle Korporationen in Esslingen am Neckar, die alle dem Rotenberger Vertreter-Convent angehören und an der Hochschule Esslingen und der Hochschule für Kirchenmusik ansässig sind.

## Liste
Die Sortierung erfolgt nach dem Gründungsdatum.
|  |
|  |
|  |
|  |
|  |

|  |
|  |
|  |
|  |
|  |

|  |
|  |
|  |
|  |
|  |

|  |
|  |
|  |
|  |
|  |

|  |
|  |
|  |
|  |
|  |

|  |
|  |
|  |
|  |
|  |